# Alyssum corsicum
Alyssum corsicum là một loài thực vật có hoa trong họ Cải. Loài này được Duby mô tả khoa học đầu tiên năm 1828.